# Životní formy rostlin
Životní formy rostlin jsou tvary rostlin přizpůsobené ekologickým podmínkám.
V současné době existuje řada systémů životních forem rostlin pro různé klimatické a geografické podmínky. Pro mírný pás popsal v roce 1905 dánský botanik Raunkiaer 6 základních životních forem. Raunkiaerovy životní formy se v současnosti vztahují i na rostliny, které se nevyskytují v mírném pásu, což je dosti nepřesné.
Dalšími životními formami již celesvětového použití jsou fytoplankton, fytoedafon a endofyty.